# フットルース (1984年の映画)
『フットルース』（Footloose）は、1984年のアメリカ映画。パラマウント映画作品。上映時間107分。
公開当時、ケニー・ロギンスなども参加したサウンドトラックのヒットや当時の流行であるMTVを始めとするプロモーションビデオなどヒットも相まって、一種の社会現象となった作品でミュージカル化もされている。2011年にはリメイクも行われ、日本では『フットルース 夢に向かって』のタイトルでDVD発売された。サウンドトラックは日本のオリコン洋楽アルバムチャートで1984年5月7日付から通算18週1位を獲得した。
保守的な田舎町にやって来た高校生レンが、住人との隔たりを克服していく青春物語である。

## ストーリー
シカゴ生まれのレン・マコーミックが、アメリカ中西部の小さな田舎町ボーモント（映画上の架空の町だが、ロケはユタ州で行われた）に転校してくる。その町では、ある高校生が起こした事故をきっかけに、ダンスもロックも禁止されていた。シカゴという都会で普通に育ったレンはその異様な状況に困惑していく。シカゴとは違った雰囲気により孤立し、周りから監視されているという息苦しさから抜け出すべく高校の卒業パーティーをしようと、町議会での町民集会で聖書の一説を用い提案を行う。しかし、ショー・ムーア牧師を始めとする街の大人たちに却下されてしまう。
ショーの息子が事故で亡くなり、彼が先頭に立ち事故の原因となった「ロック・ダンス」禁止を推奨してきたが、ショーの娘アリエルとレンが反対派のリーダーであるショーと対話し、徐々に彼の心境に変化が現れていく。隣町の倉庫で開催するということで許可を貰ったレン達は、無事卒業パーティーを行い、自由を勝ち取るのだった。

## 登場人物
レン・マコーミック
演 - ケヴィン・ベーコン　
主人公。シカゴから母エセルと共に引っ越してきた、ダンスとロックを愛する高校生。体操部に所属し、町の製粉所でアルバイトを始め、様々な出会いと出来事を体験していくが、都会とは異なるボーモントの町の空気、ダンス禁止令や保守的に生きる大人達の息苦しさに困惑し、違和感を覚えるようになる。自由を手に入れるために、閉鎖的な町の議会を相手取りアリエルやウィラード達と共に立ち向かう。
アリエル・ムーア
演 - ロリ・シンガー　
レンの同級生。不良のチャックと交際しているが、育った環境の違うレンに自分達にはないものを感じ魅かれていく。父親であるショーが家族も町の人々をも戒律で厳しく縛ることに専念していることに対して反抗心を抱いている。戒律を振りかざし何かと自分の行動を問い詰めるショーにうんざりしており、家を抜け出すことも考えて大学進学を希望している。
ショー・ムーア
演 - ジョン・リスゴー　
ボーモントの牧師でアリエルの父。息子を事故で失ったことをきっかけにダンス禁止令を出した張本人だが、心の奥底ではアリエルの反抗や周囲の自分の教えに対する曲解もあり、ジレンマに陥っている。
バイ・ムーア
演 - ダイアン・ウィースト　
ショーの妻でアリエルの母。大らかで控えめだが、葛藤する夫を優しく諭す。
エセル・マコーミック
演 - フランシス・リー・マッケイン
レンの母で、彼の良き理解者。彼女も息子と同じく周囲から冷たい視線を受けている様子。夫は蒸発してしまっている。
ラスティ
演 - サラ・ジェシカ・パーカー　
レンの同級生でアリエルの親友。明るく陽気な性格。都会的なレンを初日から気にかけていた。
ウィラード・ヒューイット
演 - クリス・ペン
レンの同級生。短気で喧嘩っ早いが情に厚く、ひょんなことからレンとの間に友情が芽生える。右と左が分からなくなるほどのリズム音痴で、ダンスが全く踊れないことに劣等感を抱いているが、レンとの猛特訓で即興で踊れるようになるなど驚異的な成長を見せる。
チャック・クランストン
演 - ジム・ヤングス
不良グループのリーダー。アリエルと付き合っているが、粗暴な性格でアリエルからは愛想を尽かされつつある。他所者というだけでレンに敵意を持っており、チキンレースを申し立てたり、ダンスパーティーの崩壊を目論んだ。消防局長である彼の父親も性格が悪いらしい。

## キャスト
| 役名                     | 俳優                         | 日本語吹替 | 日本語吹替   |
| 役名                     | 俳優                         | ソフト版   | フジテレビ版 |
| ------------------------ | ---------------------------- | ---------- | ------------ |
| レン・マコーミック       | ケヴィン・ベーコン           | 川本克彦   | 近藤真彦     |
| アリエル・ムーア         | ロリ・シンガー               | 細野雅世   | 戸田恵子     |
| ショー・ムーア           | ジョン・リスゴー             | 小室正幸   | 坂口芳貞     |
| バイ・ムーア             | ダイアン・ウィースト         | 久保田民絵 | 杉田郁子     |
| エセル・マコーミック     | フランシス・リー・マッケイン |            | 此島愛子     |
| ラスティ                 | サラ・ジェシカ・パーカー     | 芳野美樹   | 鶴ひろみ     |
| ウィラード・ヒューイット | クリス・ペン                 | 津久井教生 | 井上和彦     |
| チャック・クランストン   | ジム・ヤングス               | 伊藤健太郎 | 石丸博也     |
| ウェンディ               | エリザベス・ゴーシー         |            | 深見理佳     |
| チャック                 | ジム・ヤングス               |            | 山形ユキオ   |

- ソフト版：DVD・BDに収録。
  - 演出：鍛治谷功、翻訳：木村純子、制作：ムービーテレビジョン
- フジテレビ版：初回放送1986年10月25日『ゴールデン洋画劇場』
  - 演出：小山悟、翻訳：川本燁子、調整：国末光敏、効果：遠藤堯雄／桜井俊哉、制作：東北新社

## スタッフ
- 監督 - ハーバート・ロス
- 製作 - ルイス・J・ラックミル、クレイグ・ゼイダン、ダニエル・メルニック
- 脚本 - ディーン・ピッチフォード
- 音楽 - マイルズ・グッドマン
- 撮影 - リック・ウェイト

## 挿入歌
- 「フットルース」Footloose
歌：ケニー・ロギンス
- 「レッツ・ヒア・イット・フォー・ザ・ボーイ」Let's Hear It For The Boy
歌：デニース・ウィリアムス
- 「パラダイス～愛のテーマ」Almost Paradise
歌：アン・ウィルソン＆マイク・レノ
作曲：エリック・カルメン
- 「ホールディング・アウト・フォー・ア・ヒーロー」Holding Out For A Hero （作：ジム・スタインマン）
歌：ボニー・タイラー
※ゲーム『Saints Row: The Third』にも使用された。
- 「ダンシン・イン・ザ・シーツ」Dancing in the Sheets
歌：シャラマー
- 「アイム・フリー」I'm Free
歌：ケニー・ロギンス
- 「誰かの愛が…」Somebody's Eyes
歌：カーラ・ボノフ
- 「危険なガール」The Girl Gets Around
歌：サミー・ヘイガー
- 「ネヴァー」Never
歌：ムーヴィング・ピクチャーズ

以下の曲はボーナストラックとして1998年の記念盤以降に追加されている。
- 「メタル・ヘルス」Bang Your Head(Metal Health)
歌：クワイエット・ライオット
- 「ハーツ・ソー・グッド」Hurts So Good
歌：ジョン・メレンキャンプ
- 「ガール・ライク・ユー」Waiting For A Girl Like You
歌：フォリナー
- 「ダンシン・イン・ザ・シーツ」Dancing in the Sheets（12インチリミックス版）
歌：シャラマー

## ミュージカル
1998年にブロードウェイで上演された。演出はウォルター・ボビーが担当。1999年のトニー賞に4部門のノミネートされ、2000年まで709公演のロングラン上演となった。
近年ではロンドンのウエスト・エンドでも上演された。

### 日本での上演
2001年（初演）
* TBS創業50周年記念事業の一環として、赤坂ACTシアターで上演。
* 演出は松原浩、翻訳・訳詞・共同演出は菅野こうめいが担当。
2002年
* 初演に引き続き、一部キャストを変更して赤坂ACTシアター他で上演。
2009年
* 劇団スイセイ・ミュージカル公演として、EXシアター六本木他6か所の全国ツアーで上演。
* 演出・日本語台本は西田直木が担当。
* 主演を務めた植木豪が振付も担当した。
2012年
* 宝塚歌劇団雪組公演として、梅田芸術劇場と博多座で上演。
* 潤色・演出は小柳奈穂子が担当。
* 2009年に主演を務めた植木豪がスタッフとして参加し、一部の振付を担当。
|                          | 2001年   | 2002年       | 2009年     | 2012年     |
| ------------------------ | -------- | ------------ | ---------- | ---------- |
| レン・マコーミック       | 坂本昌行 | 坂本昌行     | 植木豪     | 音月桂     |
| アリエル・ムーア         | 中澤裕子 | 今井絵理子   | 星野真衣   | 舞羽美海   |
| ショウ・ムーア牧師       | 村井国夫 | 村井国夫     | 川崎麻世   | 未涼亜希   |
| ヴァイ・ムーア           | 増田恵子 | 高畑淳子     | 川島なお美 | 早花まこ   |
| エセル・マコーミック     | 未唯     | 前田美波里   | 今泉りえ   | 舞咲りん   |
| ウィラード・ヒューイット | 秋山純   | 秋山純       | 吉田要士   | 沙央くらま |
| チャック・クランストン   | 渡辺正   | 小西のりゆき | 鎌田誠樹   | 蓮城まこと |
| ラスティ                 | MaMi     | MaMi         | 植月美帆   | 愛加あゆ   |